# أمجد السيد
أمجد نزار السيد (مواليد 6 يونيو 1990) لاعب كرة قدم سوري من مواليد الإمارات يجيد اللعب كحارس مرمى يلعب في نادي الظفرة.

## مسيرة اللاعب
لعب في نادي الاتحاد ونادي الطليعة ونادي جبلة ونادي شهبا ونادي المجد ونادي التعاون الإماراتي ونادي دبا الحصن ونادي حتا ونادي الوثبة ونادي الظفرة.